# Lochmias nematura
Lochmias nematura là một loài chim trong họ Furnariidae.